# Moszczenica (gemeente in powiat Piotrkowski)
De gemeente Moszczenica is een landgemeente in het Poolse woiwodschap Łódź, in powiat Piotrkowski.
De zetel van de gemeente is in Moszczenica.

## Aangrenzende gemeenten
- Będków en Czarnocin - in het noorden
- gminą Wolbórz - in het oosten
- powiatem grodzkim Piotrków Trybunalski - in het zuiden
- gminą Tuszyn en Grabica - in het westen

## Plaatsen
- sołectwo: Baby, Dąbrówka, Gajkowice, Stara Gazomia, Nowa Gazomia, Gazomka, Gościmowice, Karlin, Kiełczówka, Kosów, Michałów, Moszczenica, Podolin, Raciborowice, Raków, Raków Duży, Rękoraj, Sierosław, Srock

## Oppervlakte gegevens
In 2002 bedroeg de totale oppervlakte van gemeente Moszczenica 111,63 km², waarvan:
- agrarisch gebied: 81%
- bossen: 12%

De gemeente beslaat 7,81% van de totale oppervlakte van de powiat.

## Demografie
Stand op 30 juni 2004:
| Omschrijving                   | Totaal | Totaal | Vrouwen | Vrouwen | Mannen | Mannen |
| ------------------------------ | ------ | ------ | ------- | ------- | ------ | ------ |
| eenheid                        | aantal | %      | aantal  | %       | aantal | %      |
| inwoners                       | 12 729 | 100    | 6555    | 51,5    | 6174   | 48,5   |
| bevolkingsdichtheid (inw./km²) | 114    | 114    | 58,7    | 58,7    | 55,3   | 55,3   |

In 2002 bedroeg het gemiddelde inkomen per inwoner 1124,32 zł.